# Могила (Сумеречная зона)
«Могила» (англ. The Grave) — седьмой эпизод третьего сезона американского телесериала-антологии «Сумеречная зона». 72-й эпизод по счету от первой серии первого сезона. Впервые был показан в эфире телеканала CBS 27 октября 1961 года. Режиссёром и сценаристом эпизода выступил Монтгомери Питтман.
Сайт Vulture.com поставил эпизод «Могила» на 25-е место в списке 50 лучших эпизодов сериала «Сумеречная зона».

## Сюжет

### Вступительное слово
В обычном случае старик был бы прав. Это стал бы конец истории. У нас была традиционная перестрелка на улице, и злодей скоро умрёт. Но некоторые люди из легенд и сказок были известны тем, что продолжали свой путь даже после смерти. Преступник и убийца Пинто Сайкс был именно таким человеком, и вскоре мы увидим, как он познакомит город и человека по имени Конни Миллер, в частности, с Сумеречной зоной.
Оригинальный текст (англ.)Norally, the old man would be correct: this would be the end of the story. We've had the traditional shoot-out on the street and the badman will soon be dead. But some men of legend and folk tale have been known to continue having their way even after death. The outlaw and killer Pinto Sykes was such a person, and shortly we'll see how he introduces the town, and a man named Conny Miller in particular, to the Twilight Zone.
— 

### Основная история
Бандит Пинто Сайкс попадает в засаду, устроенную горожанами, получает ранение и умирает. Перед смертью он называет трусом наёмника Конни Миллера, нанятого для его розыска: Сайкс хвастается, что специально оставил подсказку о том, что был в Альбукерке, штат Нью-Мексико, в то самое время когда там же был и Миллер, но тот не обратил на неё внимания, вероятно, побоявшись встречи. Пинто клянётся «протянуть руку и схватить» Миллера, если тот приблизится к его могиле.
Некоторое время спустя Конни Миллер прибывает в город. Он злится, узнав, что его наниматели сами расправились с Сайксом. Когда ему передают предсмертные слова Сайкса, он говорит, что в Альбукерке не нашёл никаких следов разыскиваемого, а также отрицает, что напуган угрозой его мести. Местные не верят в храбрость Миллера, открыто признаваясь, что сами не осмелятся на полуночное посещение могилы бандита. Миллер заявляет, что пойдёт ночью на кладбище и воткнёт нож в могилу Сайкса, чтобы утром люди могли убедиться, что он там был. Наёмник приходит ночью на кладбище, у ворот которого встречает сестру преступника Айон. После короткого диалога с сестрой он подходит к могиле Сайкса, опускается на колени и втыкает в неё нож. Но когда Миллер пытается встать, что-то резко дёргает его вниз и он падает.
Утром, видя, что Миллер не вернулся, горожане в сопровождении Айон отправляются на кладбище. Они находят на могиле Сайкса мёртвого Миллера, пальто которого приколото его ножом к могиле. Один из местных заключает, что из-за ветра полы пальто Миллера попали на могилу, и он неосознанно воткнул нож в край пальто. Вставая, он почувствовал рывок прибитого пальто, принял его за хватку мертвеца и умер от страха. Однако Айон замечает, что ночью ветер дул с юга и должен был относить пальто Миллера в сторону от могилы, а не на неё. Она смеётся над ошеломлёнными мужчинами.

### Заключительное слово
Можете не принимать это всерьез или наоборот примите близко к сердцу, как тень или другую субстанцию, мы оставляем выбор за вами. И для дальнейших исследований, проверьте под буквой „П“, как „призрак“... в Сумеречной зоне.
Оригинальный текст (англ.)Final comment: you take this with a grain of salt or a shovelful of earth, as shadow or substance, we leave it up to you. And for any further research check under 'G' for 'ghost' in the Twilight Zone.
— 

## Команда
| \| Актёр \| Роль \| \| ------------------- \| ------------------------------ \| \| Ли Марвин \| Конни Миллер \| \| Джеймс Бест[англ.] \| Джонни Роб \| \| Ли Ван Клиф \| Штайнхарт \| \| Строзер Мартин \| Мазершед \| \| Стаффорд Репп \| Айра Бродли \| \| Элен Уиллард[англ.] \| Айон Сайкс \| \| Дик Гири \| Пинто Сайкс \| \| Уильям Челли \| Джейсон \| \| Ларри Джонс \| горожанин \| \| Дик Гири \| Пинто Сайкс \| \| Аугуст Анжело \| горожанин (в титрах не указан) \| \| Уильям Бёрнсайд \| горожанин (в титрах не указан) \| \| Род Серлинг \| рассказчик \| | - автор сценария — Монтгомери Питтман - режиссёр — Монтгомери Питтман - оператор — Джордж Клеменс - монтаж — Леон Барша - художественное оформление — Филип Барбер, Джордж У. Дэвис - ответственные за декорации — Х. Веб Эрроусмит, Генри Грейс - руководитель производства — Ральф В. Нельсон - помощник режиссёра — Э. Даррелл Халленбек - звук — Билл Эдмондсон, Франклин Милтон - музыкальная тема сериал — Мариус Констан - стоковая музыка — Джерри Голдсмит, Фред Стейнер - производство: Cayuga Productions, CBS Television Network |
| Актёр | Роль |
| Ли Марвин | Конни Миллер |
| Джеймс Бест | Джонни Роб |
| Ли Ван Клиф | Штайнхарт |
| Строзер Мартин | Мазершед |
| Стаффорд Репп | Айра Бродли |
| Элен Уиллард | Айон Сайкс |
| Дик Гири | Пинто Сайкс |
| Уильям Челли | Джейсон |
| Ларри Джонс | горожанин |
| Дик Гири | Пинто Сайкс |
| Аугуст Анжело | горожанин (в титрах не указан) |
| Уильям Бёрнсайд | горожанин (в титрах не указан) |
| Род Серлинг | рассказчик |

## Создание

### Литературная основа
Многие рецензенты приводили в качестве источника этого эпизода рассказ Лео Ростена «Путь через кладбище» (англ. The Path Through The Cemetery). Именно он, вероятнее всего, был источником вдохновения для сценаристов эпизода, но это не единственный рассказ на подобную тему. Самая старая печатная версия похожей истории на английском языке увидела свет в 1825 году в книге The Terrific Register. Отправной точкой рассказа является Вестминстерское аббатство, а время действия — примерно 1735 год, существенное различие заключается в том, что владелец ножа пережил своё испытание и рассказывает большую часть истории от первого лица. The Terrific Register преподносил публиковавшуюся в нём художественную литературу как факты, возможно в результате этого данная история и приобрела большую известность и стала классической.
Лео Ростен же опубликовал свой рассказ «Путь через кладбище» в 1941 году. История, действие которой происходит в царской России, описывает очень робкого человека по имени Иван, который соглашается на вызов казака-офицера (некоторые издания идентифицируют его как капитана, другие — как лейтенанта). По сюжету рассказа офицер даёт Ивану меч, который тот должен воткнуть в могилу, далее история схожа с сюжетом эпизода сериала.
В 1959 году Мария Лич выпустила сборник рассказов о привидениях под названием «Нечто у подножия кровати и другие страшные истории» (англ. The Thing at the Foot of the Bed and Other Scary Tales). В рассказе под названием «Смелость» (англ. The Dare) группа детей сидит перед костром и рассказывает истории о призраках. Кто-то из компании предлагает пойти на могилу человека, который был похоронен в этот день. Один мальчик берёт на себя смелость, заявляя, что воткнёт нож в его могилу, чтобы доказать, что он был там, а затем его ждёт та же участь. В заметках Лич утверждает, что эта история слишком стара и широко распространена, чтобы её можно было проследить до первоисточника. Но сама она называет самой ранней известной ей версией данной истории книгу 1934 года Ральфа С. Боггса «Белые сказки и загадки Северной Каролины» (англ. North Carolina White Folktales and Riddles).
Режиссёр Монтгомери Питтман на пресс-конференции CBS вспоминал, что услышал эту историю, сидя на коленях у своего отца: «Я был простым мальчишкой, выросшим на ранчо моего папы в Оклахоме, когда впервые услышал историю о головорезе, который поклялся, что вытащит руку из могилы и достанет человека, который выслеживал его. Казалось, что всякий раз, когда завывал ветер, мой папа с друзьями садились у пузатой печки, и он рассказывал эту историю. Такое случалось не однажды, а примерно каждый раз, когда поднимался сильный ветер». «Я знал эту историю наизусть» — говорил Питтман в одном из интервью для журнала. Джеймс Бест наоборот заявлял, что ответственность за эпизод лежит на нём. В детстве «Я собирал истории о привидениях. Я рассказал Монти пару историй и предложил использовать одну для телесериала. Он мне ответил: „Если я напишу сценарий и поставлю его, я позову тебя на роль“». Спустя какое-то время Беста позвали сниматься в «Сумеречную зону», и сценарий был написан как раз по одной из тех историй, которые он рассказывал Питтману.

### Съёмки
«Могила» — один из двух эпизодов (второй эпизод «В темноте ничего нет», режиссёра Ламонта Джонсона), снятых для второго сезона сериала, но попавших в третий. Съёмки эпизода проходили в марте 1961 года, за полгода до выхода эпизода в эфир. Тем самым, «Могила» является первым эпизодом «Сумеречной зоны», режиссёром которого выступил Монтгомери Питтман, но на экранах первым транслировался эпизод «Коренные марсиане, пожалуйста, встаньте», который Питтман фактически снял вторым по счёту. Вероятной причиной задержки эпизода являются опасения CBS по поводу производственных затрат. Несмотря на свою популярность, «Сумеречная зона» всегда была под угрозой закрытия. В попытке спасти шоу продюсер «Сумеречной зоны» Бак Хотон попросил CBS о досрочном начале работы над третьим сезоном. Таким образом, шоу могло бы начать съёмки весной 1961 года (ещё до конца показа второго сезона) и продолжать их до лета, когда зарплаты актёров и съёмочной группы были бы ниже, а подсобное помещение студии MGM, где ночью проходили съёмки, было бы легко доступно. CBS согласилась, и после официального окончания второго сезона новые эпизоды сразу продолжали снимать вплоть до июня. К моменту окончания второго сезона эпизодов было больше, чем экранного времени под эфир. Поэтому было принято решение перенести два эпизода в третий сезон. Согласно служебной записке от 8 марта 1961 года, «Могила» изначально должна была стать открывающим эпизодом третьего сезона, но Хотон и Серлинг решили отложить его до октября и рекламировать как эпизод под Хэллоуин. Сценарий эпизода был написан 27 февраля 1961 года. Репетиции перед съёмками проходили 9 и 10 марта 1961 года, сами съёмки — с 13 по 15 марта. Полные производственные затраты на эпизод составили 51 641,27 долларов. Монтгомери Питтман за режиссуру эпизода получил 2000 долларов, по другим данным 1250 долларов. На декорации для съёмок всего потратили 3970 долларов: экстерьер сарая, кладбища и внешний вид дороги обошлись в 2850 долларов, интерьер салона и экстерьер Западной улицы стоили 970 и 150 долларов, соответственно.
Режиссёр настаивал на том, чтобы во время съёмок всего эпизода дул сильный ветер, для создания этого эффекта на площадке постоянно работал мощный вентилятор, который создавал слишком много шума. По этой причине голоса актёров часто вообще не были слышны, особенно в последней сцене на кладбище. Диалог на кладбище был перезаписан актёрами уже в студии и впоследствии синхронизирован с видеорядом. 15 марта Ли Ван Клиф, Строзер Мартин и Джеймс Бест записали свои голоса на студии 2А. Элен Уиллард записала свои реплики на той же студии 19 апреля 1961 года.
Подбором стоковой музыки для эпизода занимались начинающие композиторы Джерри Голдсмит (в будущем многократный номинант и лауреат премий «Оскар» и «Эмми»), Фред Стейнер, Мариус Констан и Рене Гарригуенк. Три композиции — «Bad Man», «Pursuit» и «The Parson», — которые использовал Фред Стейнер изначально были написаны 5 декабря 1959 года для эпизода «Box o’Rocks» передачи «Gunsmoke».

### Кастинг
До того как стать режиссёром, Монтгомери Питтман был актёром. С того времени у него завязалась дружба с Джеймсом Бестом, который часто снимался в вестернах, и должен был органично вписаться в эпизод «Могила» с декорациями Дикого Запада. После этого эпизода Бест ещё два раза появится в «Сумеречной зоне», в эпизодах «Последние похороны Джеффа Миртлбэнка» и «Джесс-Белле». На другие главные роли были выбраны тогда ещё неизвестные Ли Марвин, Строзер Мартин и Ли Ван Клиф, которые впоследствии стали очень успешными актёрами. Менее чем через год после выхода этого эпизода в эфир все трое появились вместе в знаковом фильме Джона Форда о Диком Западе «Человек, который застрелил Либерти Вэланса». В тот период времени Ли Марвин боролся с алкоголизмом и в первый же съёмочный день пришёл на съёмки настолько пьяным, что Хотону пришлось их перенести. На следующее утро Марвин пришёл вовремя и извинился перед всей съёмочной группой, больше подобных происшествий на этих съёмках не было. Оператор Джордж Клеменс вспоминал о Марвине:
У нас был парень, который немного переборщил с выпивкой. Мы не снимали его в промежутке с четырёх часов до ночи, поэтому он провёл всё это время в баре, который был совсем рядом с MGM. Когда мы начали [съёмки] в ту ночь, он был так груб с этой лошадью… Он загнал лошадь прямо к забору, а потом они оба прошли сквозь него, я думал он разобьется! В итоге нам пришлось отменить ночные съёмки, и я сказал Баку: „Уволь этого сукина сына!“ В конце концов получилась очень красивая картина. Это был он — Ли Марвин!Оригинальный текст (англ.)We had a guy who was a little too heavy on the bottle. We weren't going to use him between four and the night, so he spent the time over at a bar very close to MGM. When we started that night he was so rough on this horse — I knew it — he backed the horse right up to a picket fence and then both of them went through and I thought he was going to kill himself! So we had to call the night's work off And I told Buck, I sez, 'Fire the son of a bitch!' Eventually, it ended up as a very fine picture. . . . This is him — Lee Marvin. 
— оператор Джордж Клеменс
Бак Хотон говорил об этом случае: «На следующий день он извинился перед командой. Он сказал: „Все были готовы работать, а я нет, и мне ужасно жаль“». «Ли Марвин был пьяницей. Это невозможно было скрыть», — вспоминал впоследствии Джеймс Бест. Но так же он отзывался о Марвине как о хорошем шутнике и говорил, что «он всегда знал свой диалог, и за Ли всегда было интересно наблюдать». Строзер Мартин по словам Беста был «одним из самых неуверенных в себе актёров и одним из лучших актёров, с которыми я когда-либо работал». Ли Марвин получил за роль 3500 долларов, Строзер Мартин и Джеймс Бест получили за свои роли по 750 долларов.
|                                                                                            |  |  |  |
| Ведущие актёры эпизода, слева направо: Ли Марвин, Джеймс Бест, Ли Ван Клиф, Строзер Мартин |  |  |  |

## Реакция критиков
Рецензент сайта Vulture.com охарактеризовал эпизод как «визуально один из самых сильных» в сериале, отметив что он «полон теней и света». Автор статьи на сайте midnitereviews.com пишет, что клише из фильмов ужасов (мёртвые деревья, надгробия и пронзительно завывающий призрачный ветер) в сцене на кладбище пугают, а в сочетании с реакцией Айон, создают и поддерживают напряжённую атмосферу, ведущую к финальной сцене. Брайан Дюрант обращает внимание на то, что постановка эпизода получилась «действительно зрелищной», а режиссура Питтмана «возможно, является его лучшей работой в шоу». Высококонтрастное освещение и готические декорации сильно напоминают немецкие фильмы ужасов 1920-х годов.